# Scrutinyite
La scrutinyite è un minerale.